# NGC 1527
NGC 1527 è una galassia lenticolare situata nella costellazione dell'Orologio, a una distanza di circa 57 milioni di anni luce dalla nostra Via Lattea.

## Scoperta
La galassia è stata scoperta il 28 settembre 1826 dall'astronomo britannico James Dunlop.

## Descrizione
NGC 1527 è stata utilizzata da Gérard de Vaucouleurs come esempio di galassia del tipo morfologico "SAB0−" nel suo atlante delle galassie.

## Supernova
Il 3 ottobre 2008, all'interno di NGC 1527 è stata scoperta la supernova SN 2008ge da un gruppo di astronomi nel corso del programma di ricerca di supernove denominato CHASE (CHilean Automatic Supernova sEarch) dell'Università del Cile. La supernova è stata classificata di tipo Ia.

## Gruppo di NGC 1433
NGC 1527 fa parte del Gruppo di NGC 1433 assieme alle galassie NGC 1411, NGC 1433, NGC 1448, NGC 1493, NGC 1494, NGC 1495, IC 1970, IC 2000 e ESO 249-36 (PGC 14225).
Garcia include nel gruppo anche PGC 13390 e PGC 13409.